# Florida

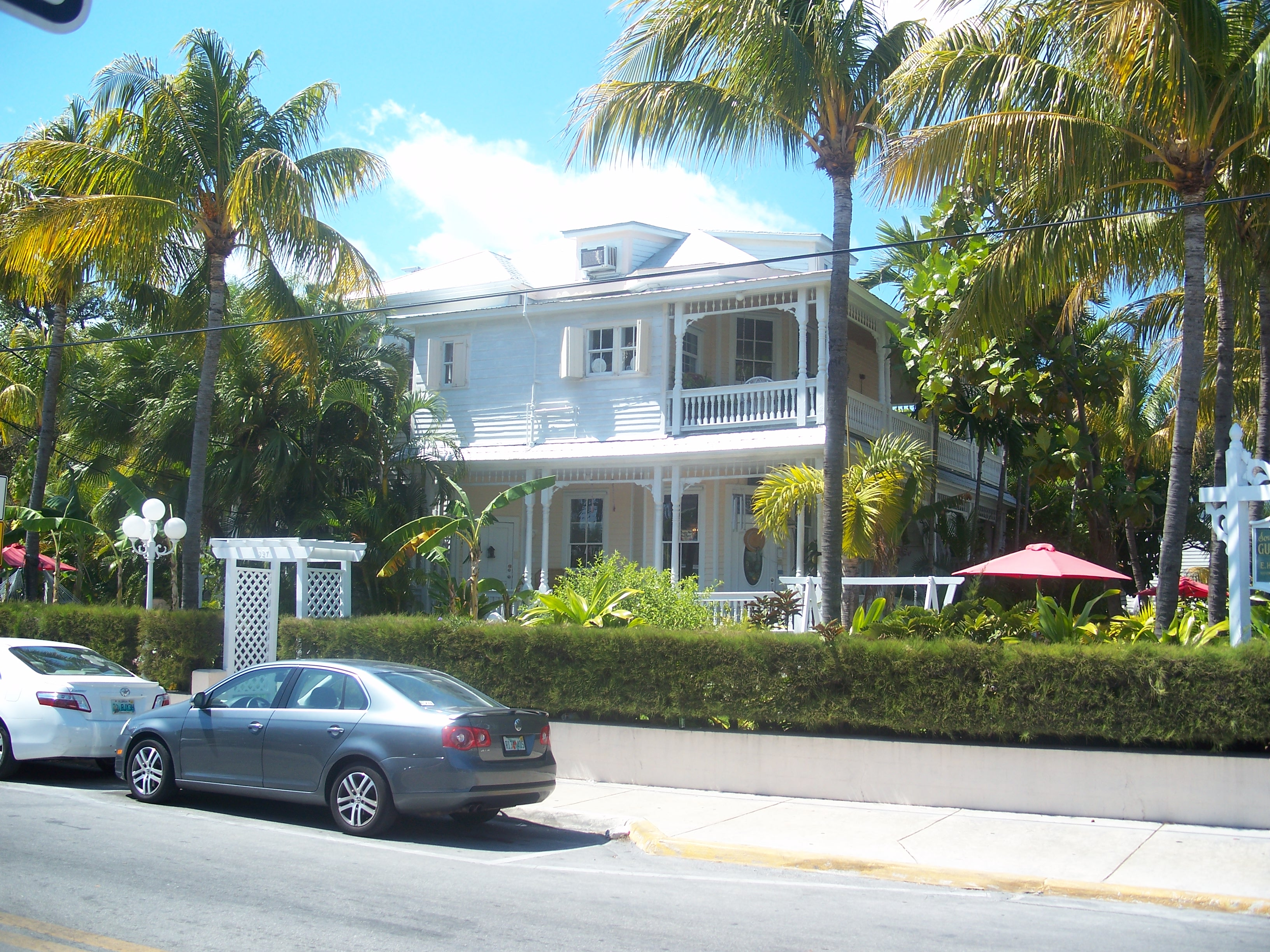
Key West na jihu Floridy

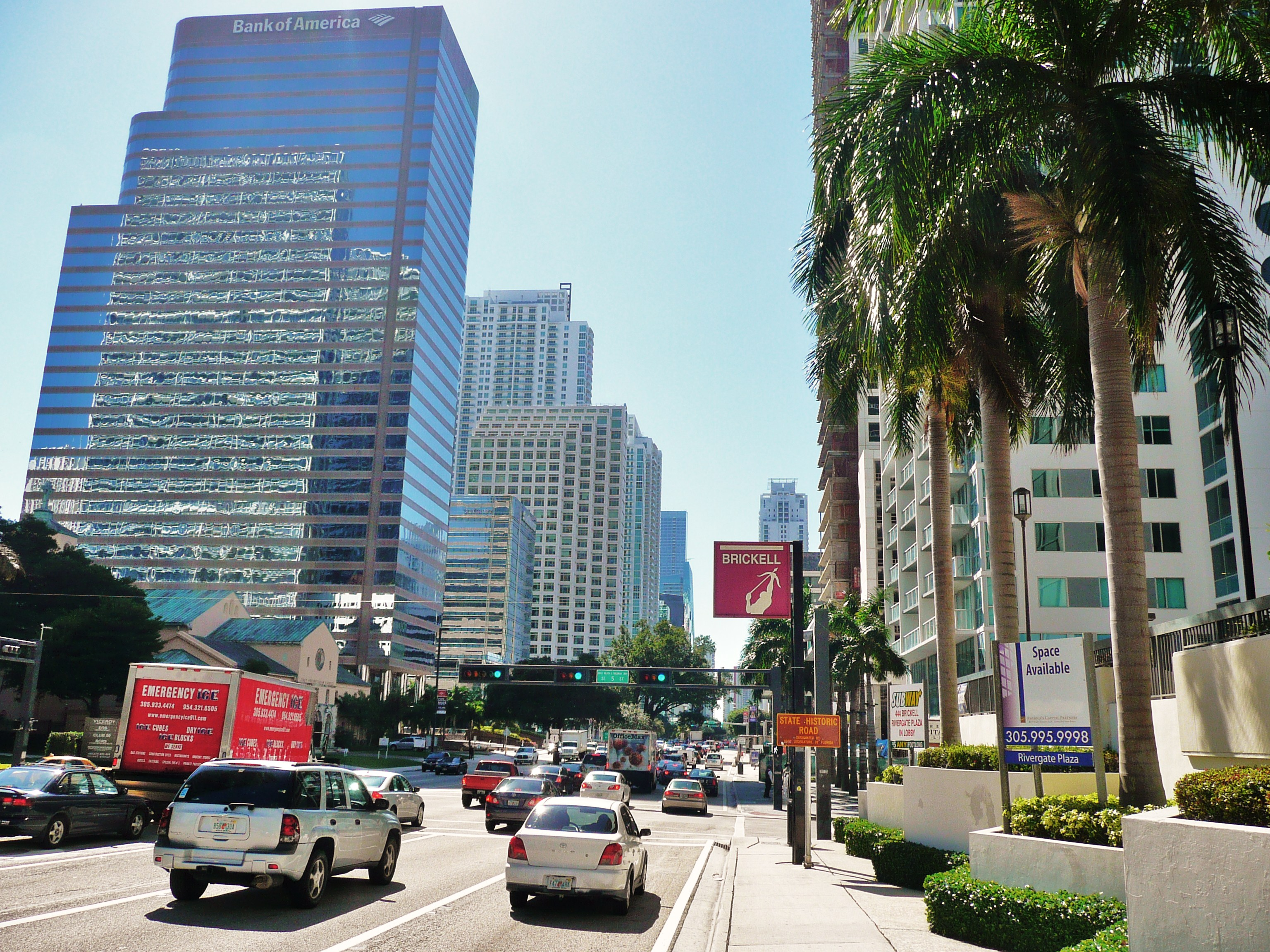
Metropolitní oblast Miami má přes 6,1 milionu obyvatel

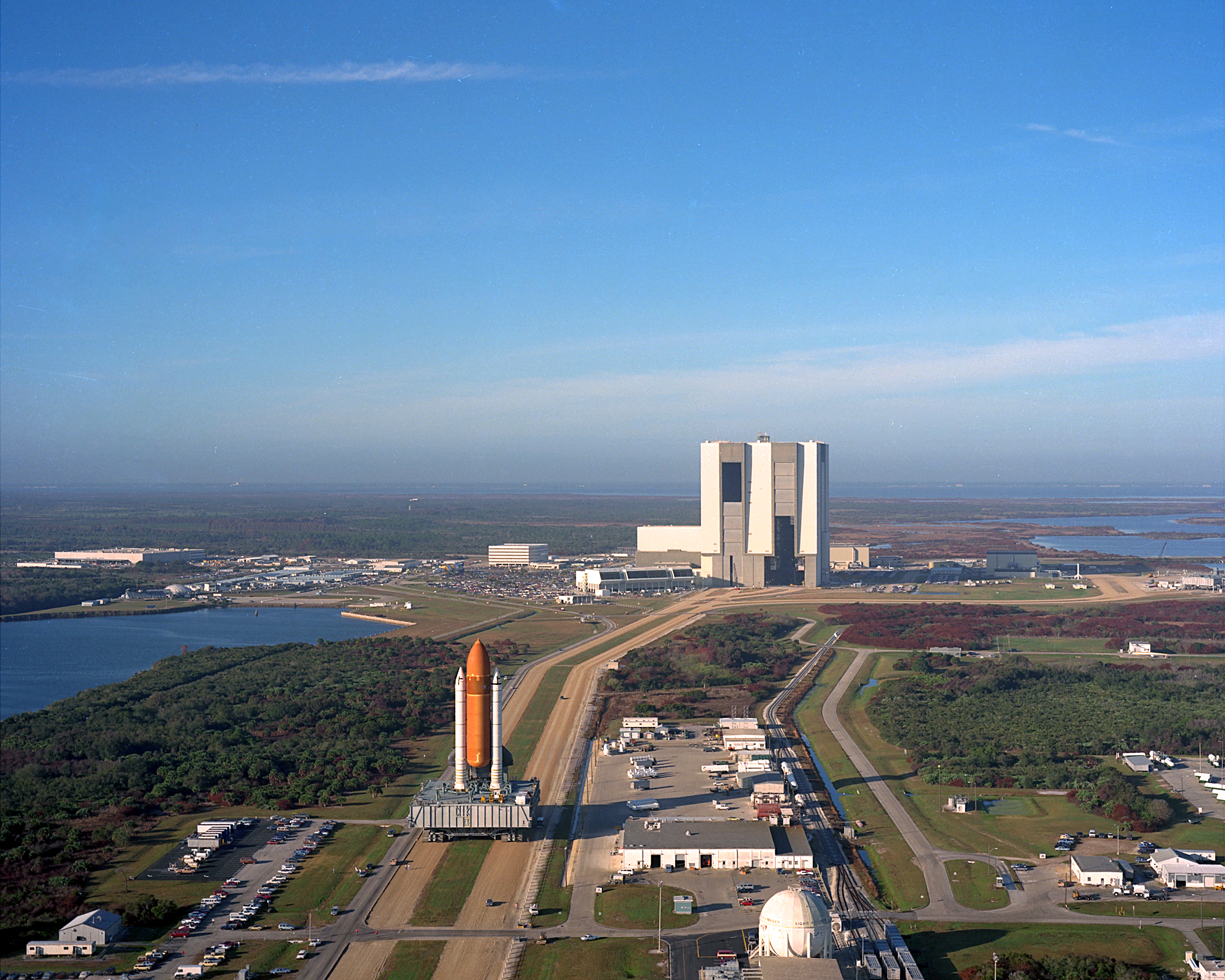
Kennedyho vesmírné středisko

Florida (anglická výslovnost  [ˈflɒrɪdə]IPA, oficiálně State of Florida) je stát nacházející se na jižním a východním pobřeží Spojených států amerických, v Jihoatlantské oblasti jižního regionu USA. Florida, která leží převážně na stejnojmenném poloostrově a která je zároveň nejjižnějším státem kontinentálních USA, hraničí na severu s Georgií a Alabamou. Západní ohraničení státu tvoří Mexický záliv, z východu je ohraničena Atlantským oceánem.

## Etymologie
Jméno Florida obdržel poloostrov v době svého objevení Evropany v roce 1513. Španělský mořeplavec a úřadující guvernér na Portoriku Juan Ponce de Leon přistál počátkem dubna u východních břehů poloostrova. Ačkoliv se jednalo o zkušeného objevitele, byl on i jeho muži překvapeni kvetoucí subtropickou vegetací. Protože se tak stalo v období velikonočních svátků, které Španělé označovali jako Pascua Florida,„svátek květů“, nazval novou državu La Florida – země Květů. Ve Spojených státech amerických se Florida rovněž běžně označuje jako Sunshine State. Méně často pak Aligátoří stát, Pomerančový stát nebo Květinový stát.

## Historie
Florida se stala prvním územím dnešních kontinentálních Spojených států, které navštívili a osídlili Evropané. Nejstarší záznam je z roku 1513, kdy na pobřeží poloostrova přistál Španěl Juan Ponce de León, jenž oblast pojmenoval La Florida, tj. země květin. První trvalé osídlení bylo na Floridě zřízeno roku 1559, ale zanedlouho bylo opuštěno. V roce 1565 založili Španělé sídlo San Agustín, dnešní St. Augustine. Florida zůstala španělskou kolonií až do roku 1763, kdy ji na základě výsledku sedmileté války získali Britové. Ti ji rozdělili na dvě samostatné provincie, Východní (vlastní poloostrov) a Západní Floridu (pobřeží Mexického zálivu směrem k řece Mississippi). Britové drželi území do roku 1783, kdy jej po jejich porážce v americké válce za nezávislost opět získali Španělé, kteří rozdělení regionu na dvě části ponechali. Po první seminolské válce byla v roce 1821 obě území na základě smlouvy Adams-Onís předána Spojeným státům, které je roku 1822 sloučily do společného teritoria. To se 3. března 1845 stalo 27. státem USA. Za americké občanské války byla Florida v letech 1861–1865 součástí Konfederace, k Unii byla opět připojena roku 1868.

## Symboly

### Další symboly
Mottem státu je „In God We Trust“, květinou květ pomerančovníku, stromem palma Sabal palmetto, ptákem drozd a písní Swanee River.
Symbolem tohoto státu je pelikán. Floridu objevili španělští námořníci v době velikonočních svátků, které se ve španělštině označují jako „Pascua Florida“.

## Geografie
Se svou rozlohou 170 304 km² je Florida 22. největším státem USA, v počtu obyvatel (20,6 milionů) je však třetím nejlidnatějším státem a s hodnotou hustoty zalidnění 147 obyvatel na km² je na osmém místě. Hlavním městem je Tallahassee se 190 tisíci obyvateli. Největšími městy jsou Jacksonville s 850 tisíci obyvateli, dále Miami (430 tisíc obyv.), Tampa (360 tisíc obyv.), Orlando (260 tisíc obyv.), St. Petersburg (250 tisíc obyv.) a Hialeah (240 tisíc obyv.). Floridě patří 2713 km pobřeží Atlantského oceánu (včetně Mexického zálivu). Nejvyšším bodem státu je vrchol Britton Hill s nadmořskou výškou 105 m na severozápadě státu (Florida má nejnižší maximální výšku ze všech států USA a dokonce šestnáct států Unie má svůj nejnižší bod položený výše než vrchol Britton Hillu). Největšími toky jsou řeky Perdido, tvořící hranici s Alabamou, Apalachicola a St. Johns, které se všechny vlévají do Mexického zálivu, a Suwannee, vlévající se do Atlantského oceánu. Největší vodní plochou je jezero Okeechobee.

### Podnebí
Jsou tu velmi časté hurikány.  Turistická sezóna je od prosince do března, kdy tu teplota není až tak vysoká. V létě je zde přes den teplota téměř bez výjimek trvale nad třicet stupňů a noci jsou velmi teplé. Teplota moře se pohybuje na třiceti stupních. 
Většina území státu se nachází ve vlhkém subtropickém pásu, ale úplný jih Floridy spadá již přímo do tropické klimatické oblasti (např. Miami, Key West).  Výskyt teplot nad 38°C je ve srovnání s ostatními jižanskými státy daleko menší (i přestože se na území Floridy nachází nejjižnější bod kontinentálních USA), ale vlhkost vzduchu je největší ze všech padesáti států. Pociťovaná teplota tak i díky tomu může být vyšší.

## Obyvatelstvo
Podle oficiálních údajů federálního statistického systému ze sčítání pro rok 2020 žilo na Floridě 21 538 187 obyvatel. Odhad téže státní agentury na rok 2023 je 22 610 726 lidí. Z výsledků sčítání populace 2010 v USA přitom na Floridě žilo v tomto srovnání jen 18 801 310 obyvatel a v roce 2000 těsně pod 16 miliony. Florida je procentuálně nejrychleji rostoucím státem USA, a to především díky velké poptávce po práci, teplému klimatu a relativně nízkým nákladům na bydlení. (V numerickém absolutním přírůstku se nachází druhá za Texasem).
Florida je na americké poměry hustě osídlena; hustota zalidnění činí 136,4 obyvatel/km², tedy podobně jako Česko. Obyvatelstvo je nicméně soustředěno ve velkých metropolitních oblastech a velkou část území pokrývají národní parky, z nichž nejznámější je Everglades.
Na Floridě žije početná komunita pocházející z Kuby a dalších latinskoamerických oblastí a Američané s latinskoamerickým původem.

### Rasové složení
- 75,0 % Bílí Američané (nehispánští běloši 57,9 % + běloši hispánského původu 17,1 %)
- 16,0 % Afroameričané
- 0,4 % Američtí indiáni
- 2,4 % Asijští Američané
- 0,1 % Pacifičtí ostrované
- 3,6 % Jiná rasa
- 2,5 % Dvě nebo více ras

Obyvatelé hispánského nebo latinskoamerického původu, bez ohledu na rasu, tvořili 22,5 % populace.

### Náboženství
Florida je většinově protestantská s velkou katolickou komunitou, která roste spolu s imigrací. Je zde také celkem hodně židů, více než v kterémkoli z jižních států.
- křesťané 82 %
  - protestanti 54 %
    - baptisté 19 %
    - metodisté 6 %
    - presbyteriáni 4 %
    - episkopální církve 3 %
    - luteráni 3 %
    - letniční 3 %
    - ostatní protestanti 16 %

  - římští katolíci 26 %
  - ostatní křesťané 2 %
- židé 4 %
- bez vyznání 14 %

## Turistika
Nejznámějším národním parkem na Floridě jsou močály Everglades. Mezi turisticky zajímavá místa patří i Kennedyho vesmírné středisko na Cape Canaveral (východní pobřeží Floridy). Vesmírné středisko NASA, odkud startovaly raketoplány i menší rakety, vynášející na oběžnou dráhu družice. Součástí komplexu je i návštěvní středisko s řadou muzeí a atrakcí.
Na severu východního pobřeží se nachází nejstarší dosud obydlené město, které bylo založeno v Americe Evropany, St. Augustine. Město s pouhými 11 000 obyvateli jehož historie začíná již v 16. století.
Turisticky atraktivní je i rezervace Everglades na jihu poloostrova, kde žijí tisíce aligátorů a lze ji navštívit na speciálních lodích-vznášedlech.
Ve střední části Floridy u města Orlando se nachází několik zábavních parků, například Universal Orlando Resort nebo obrovský zábavní komplex Walt Disney World. Tvoří jej několik samostatných „měst“:
- Magic Kingdom, království pohádek
- Epcot, areál technických inovací a typických měst různých národů a kultur
- Hollywood Studios
- Animal Kingdom Park

## Zajímavosti
Protože Florida je velmi nížinatá a má vlhké klima, je zde vysoká hladina spodní vody. Zdejší domy proto většinou nemají sklepy. Domy také musí být dobře stavěné, aby odolaly hurikánům, které jsou zde časté, na což existují zákony a směrnice.